# Erick Dampier
Pour les articles homonymes, voir Dampier.
Erick Trevez Dampier (né le 14 juillet 1975 à Monticello, Mississippi, États-Unis) est un ancien basketteur professionnel américain de 2,11 m et 120 kg ayant joué au poste de pivot.

## Biographie
Dampier fait sa High School à la Lawrence County High Scoll à Monticello, Mississippi et mène l'équipe à deux titres de champion de l'État.
Dampier commence son cycle universitaire à la Mississippi State University. Il quitte rapidement le campus, après son année junior (troisième année), et après avoir mené MSU au titre de vainqueur du tournoi de la Southeastern Conference et au Final Four NCAA. Il est drafté en dixième position en 1996 par les Pacers de l'Indiana.
Il joue 72 matches lors de sa première saison avec les Pacers, titularisé à 21 reprises. Il termine la saison avec une moyenne de 5,1 points et 4,1 rebonds par match. Le 12 août 1997, il est, avec Duane Ferrell, envoyé aux Warriors de Golden State en échange de Chris Mullin qui rejoint l'Indiana.
Il est pendant les sept années suivantes le pivot titulaire des Warriors, et atteint le sommet lors de la saison 2003-2004, avec 12,3 points, 12 rebonds et 1,85 contres par match. Cependant, certains firent remarquer qu'il élevait son niveau de jeu parce qu'il était dans sa dernière année de contrat, et en effet il est considéré lors de la trêve estivale 2004 comme un agent libre de très haut niveau.
Par la suite, il est échangé aux Mavericks de Dallas, et il joue 59 matches lors de sa première année à Dallas, étant titularisé à 56 reprises. À la fin de l'exercice 2004-2005, son compteur affiche 9,6 points, 8,5 rebonds et 1,85 contre par match. Cependant, durant les playoffs 2005, il doit jouer contre des pivots d'un excellent niveau (comme Amare Stoudemire et Yao Ming) et est critiqué pour son inconstance défensive et sa propension à faire des fautes.
Pour sa deuxième année au sein des Mavericks, l'équipe fournit à Dampier un remplaçant honorable, DeSagana Diop. Ensemble, ils forment une des rotations de pivot les plus dures défensivement.
Le 23 novembre 2010, il s'engage avec le Heat de Miami pour pallier les blessures de Mike Miller et d'Udonis Haslem. De plus, il sera chargé de combler le déficit du Heat dans le secteur intérieur.

## Clubs successifs
- 1996-1997 : Pacers de l'Indiana.
- 1997-2004 : Warriors de Golden State.
- 2004-2010 : Mavericks de Dallas.
- 2010-2011 : Heat de Miami.
- 2011-2012 : Hawks d'Atlanta.

## Profil du joueur
Dampier est un pivot. Bon rebondeur (7,4 prises en carrière), surtout sous l'anneau adverse (3 rebonds offensifs par match), il combine un bon jeu de jambes et une certaine dureté physique et est un des seuls joueurs à pouvoir au moins freiner un dominateur du poste comme Shaquille O'Neal sur le plan de la puissance physique pure. L'apport offensif de Dampier est assez limité (8,5 points par match en carrière). Il est également très rarement blessé, ayant joué 311 des 328 matches possibles en saison régulière en quatre ans.
La principale faiblesse de Dampier réside dans son inconstance. Durant sa dernière année de contrat avec les Warriors de Golden State, il était un habitué du double-double (12,3 points, 12 rebonds) mais il est depuis retombé dans des statistiques à un chiffre, aussi bien sur le plan des points que des rebonds. Il perd même sa place de titulaire au profit de DeSagana Diop en 2005-2006, mais il semble qu'il soit plus efficace en venant du banc.

## Divers
Dampier affirme durant la trêve 2004 qu'il est le deuxième meilleur pivot de la NBA (derrière Shaquille O'Neal). À l'époque, Dampier était fort d'une saison 2003-2004 remarquable (12,3 points, 12 rebonds). Les médias, pendant les playoffs 2005, vont rechercher la citation durant la série entre les Mavericks et les Rockets de Houston (où Dampier patauge contre Yao Ming) pour tenter de faire naître une rivalité qui ferait de Dampier la cible des plaisanteries. O'Neal embraye immédiatement, clamant qu'il est d'accord avec Dampier, mais que celui-ci est en fait « le deuxième meilleur pivot de la WNBA ». De plus, lorsqu'il est diminué par une blessure, Shaq dit qu'il « joue comme Erick Dampier » et il continue à critiquer le pivot des Mavs, l'appelant « Ericka Dampier » et persistant à dire qu'il devrait jouer en WNBA.
Le surnom de Dampier est « Damp ».
Au soir de la défaite du Heat de Miami contre les Mavericks de Dallas, en finales NBA, Erick est aperçu en boîte de nuit en compagnie des joueurs texans.

## Records NBA
- 8 contres en un seul quart-temps le 7 avril 2002 contre les Clippers de Los Angeles, il détient ce record avec Manute Bol qui l'a réalisé par deux fois et Dikembe Mutombo[3].

## Pour approfondir
- Liste des meilleurs contreurs en NBA en carrière.